# Irma Vep (série de televisão)
Irma Vep é uma série de televisão de comédia dramática criada, escrita e dirigida por Olivier Assayas para a HBO. Baseada no filme homônimo de Assayas, a série estreou no Festival de Cinema de Cannes de 2022. Estreou em 6 de junho de 2022, composta por oito episódios. É estrelado por Alicia Vikander.

## Elenco
- Alicia Vikander como Mira Harberg
- Vincent Macaigne como René Vidal
- Adria Arjona como Laurie
- Byron Bowers como Herman Ray
- Jeanne Balibar como Zoe
- Vincent Lacoste como Edmond Lagrange
- Nora Hamzawi como Carla
- Hippolyte Girardot como Robert Danjou
- Devon Ross como Regina
- Alex Descas como Grégory Desormeaux
- Antoine Reinartz como Jérémie
- Carrie Brownstein como Zelda
- Lars Eidinger como Gottfried
- Tom Sturridge como Eamonn
- Fala Chen como Cynthia Keng
- Pascal Greggory como Gautier Parcheminerie
- Dominique Reymond como terapeuta de René
- Sigrid Bouaziz como Séverine
- Vivian Wu como Jade Lee
- Lou Lampros como Galatée

## Lançamento
A série estreou em 6 de junho de 2022, na HBO dos Estados Unidos. Também é transmitido no HBO Max. Na França, os episódios estreiam na manhã seguinte à transmissão americana no serviço de streaming da OCS.

## Recepção
No Rotten Tomatoes, a série possui índice de aprovação de 95%, baseado em 57 críticas com nota média de 7,8/10. O consenso crítico do site diz: "Atraente para cinéfilos e um destaque bem-vindo para a fascinante Alicia Vikander, Irma Vep é uma expansão valiosa da obra cinematográfica do escritor e diretor Olivier Assayas". No Metacritic, tem uma pontuação de 84 em 100, com base em 21 avaliações, indicando "aclamação universal".